# JaJuan Johnson

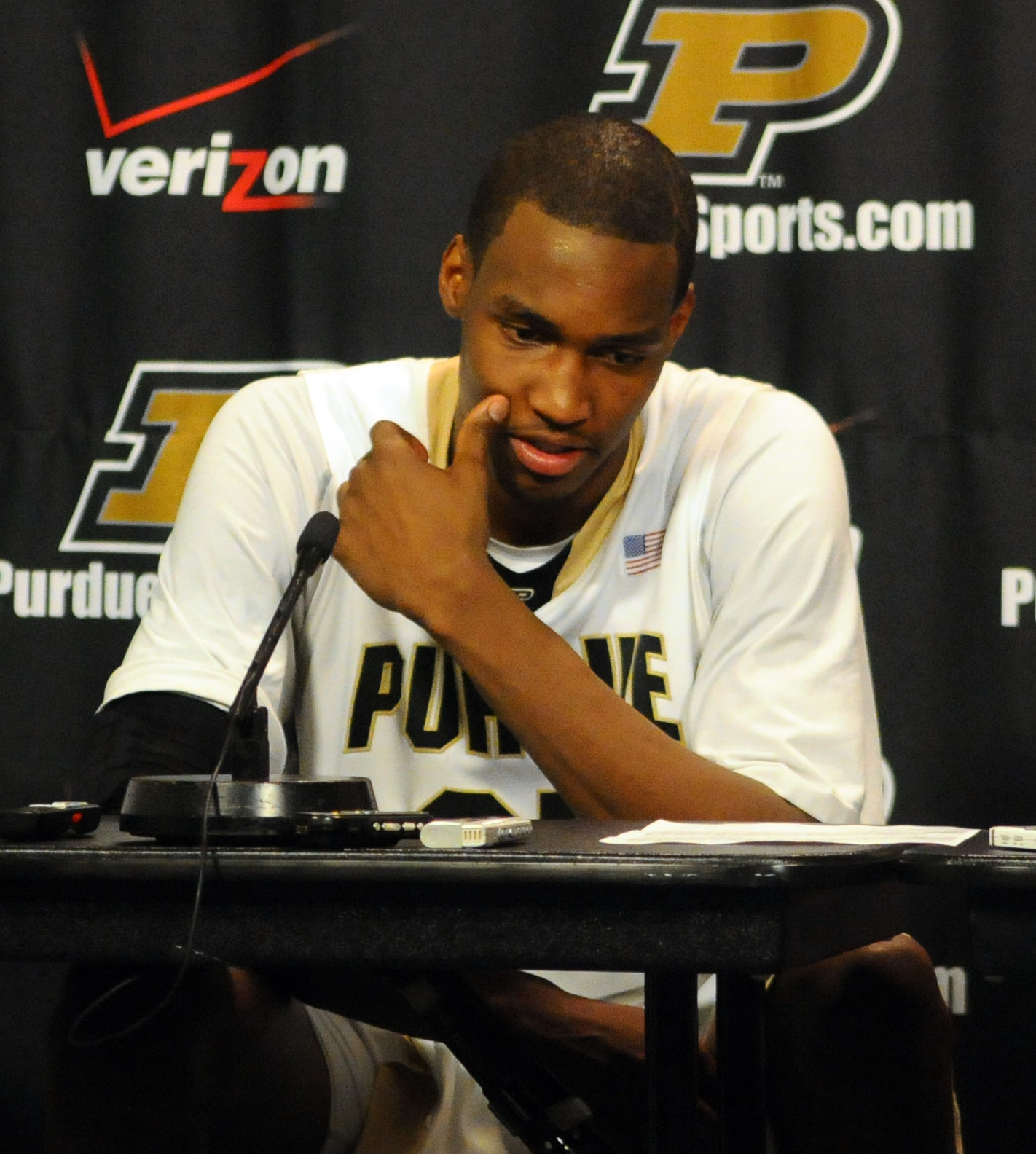
JaJuan Johnson

JaJuan Markeis Johnson (Indianápolis, 8 de fevereiro de 1989) é um jogador norte-americano de basquete profissional que pertence à equipe do Lokomotiv Kuban, disputando a VTB United League. Foi escolhido pelo New Jersey Nets na primeira rodada do draft da NBA em 2011.
Johnson jogou por quatro temporadas com os Boilermakers da Universidade de Purdue, onde obteve médias de 13,7 pontos e 6,1 rebotes por partida.

## Estatísticas na NBA

### Temporada regular
| Ano     | Equipe | PJ | PT | MPP | %TC  | %3P  | %TL  | RPP | APP | ROB | TPP | PPP |
| ------- | ------ | -- | -- | --- | ---- | ---- | ---- | --- | --- | --- | --- | --- |
| 2011-12 | Boston | 36 | 0  | 8.3 | .446 | .000 | .667 | 1.6 | .2  | .1  | .4  | 3.2 |
| Total   | Total  | 36 | 0  | 8.3 | .446 | .000 | .667 | 1.6 | .2  | .1  | .4  | 3.2 |